# Moha ou-Lhoussein Achiban
Moha ou-Lhoussein Achiban (Azrou, 1916 – Azrou, 19 febbraio 2016) è stato un cantante e danzatore berbero con cittadinanza marocchina, appartenente alla grande confederazione degli Zayani.

## Biografia
Moha ou-Lhoussein Achiban,  soprannominato il Maestro da Ronald Reagan, è nato a Azrou in Marocco nel 1916. Prese parte alla lotta della resistenza per l'indipendenza del Marocco dalla Francia. Egli è considerato uno dei principali interpreti della musica berbera nel Medio Atlante. La sua band di ahidous, è composta da 21 membri, ha acquisito una grande notorietà nazionale e internazionale. Si distinse in varie edizioni di Festival des arts populaires de Marrakech e al festival Musiques sacrées du monde di Fès. Ha dato un posto onorevole in arte ahidous in vari concerti internazionali in Africa, in Europa e negli Stati Uniti.